# 李陀
李陀（1939年—），原名孟克勤，笔名李陀、杜雨、孟辉，男，达斡尔族，内蒙古呼和浩特人，中国作家。